# Believe in Love
Believe in Love е песен на германската рок група „Скорпиънс“, издадена на 15 май 1988 г., от четири различни звукозаписни компании, като първи сингъл от десетия им студиен албум Savage Amusement, издаден месец по-късно от „И Ем Ай“ и „Мъркюри Рекърдс“. Рудолф Шенкер композира музиката на песента, докато текстът е написан от Клаус Майне, в чиито редове се пее с разпадаща се връзка и как мъжът се опитва да я възстанови, макар и без успех.
Издаденият сингъл, е с по-къса дължина от версията включена в албума Savage Amusement и е наличен на територията на различни държави по света, в няколко варианта чрез звукозапсините компании „И Ем Ай“, „Харвест Рекърдс“, „Мъркюри Рекърдс“ и „Полиграм Рекърдс“. Носителите включват 7 и 12-инчова грамофонна плоча, аудиокасета, компактдиск и видео компактдиск с различни на брой и избор на песни на „Скорпиънс“, в зависимост от издателя и територията, на която сънгълът е издаден, но винаги песните са само от Savage Amusement. След издаването си, Believe in Love достига до №12 в „Билборд“ „Мейнстрийм Рок Тракс“ и №89 във Франция.
На 17 август 1988 г. е издаден и музикален видеоклип към песента, режисиран от Марти Калнер. То включва изображения на групата, изпълняваща песента, смесени с други кадри, заснети по време на Savage Amusement Tour (1988-1989) в град Ленинград в бившия СССР. Въпреки че песента е част от видео албума To Russia with Love and Other Savage Amusements с издадения си видеоклип, тя никога не е изпълнявана на живо от групата. Believe in Love е първата песен в една от най-успешните и добре продавани компилации на „Скорпиънс“ - Still Loving You, издадена през 1992 г. и включваща ремиксирани версии на рок балади на групата.

## Издаване
Believe in Love излиза на музикалния пазар в различни варианти и носители от  „И Ем Ай“, „Харвест Рекърдс“, „Мъркюри Рекърдс“ и „Полиграм Рекърдс“. На по-голямата част от тях, обложката е същата, като тази на албума Savage Amusement и представлява жена с черна рокля, която закрива очите си с дясната си ръка, докато краката ѝ завършват с опашка на скорпион.
В Германия, е наличен на 7-инчова грамофонна плоча, като на обратната страна е друга песен от същия албум, Love On the Run. За Европа, сънгълът е издаден на компактдиск с допълнителните песни Rhythm of Love и Love On the Run и на 12-инчова грамофонна плоча, включваща на „А“ страна Believe in Love с оригинална дължина от 5:20 секунди и на обратната страна Love On the Run и съкратената версия на Believe in Love от 3:49 секунди. В САЩ, „Мъркюри Рекърдс“ първоначално издават промоционално сънгъла на 7 и 12-инчови грамофонни плочи, включващи песента в двата ѝ варианта, последвани от други две официални издания на малки плочи, които включват винаги и Love On the Run, аудиокасета със същия подбор на песни и видео компактдиск с четири аудио песни - Love On the Run, Walking On the Edge, Media Overkill, както и Believe in Love, която е и придружена с официалния ѝ видеоклип.
В други страни, като Португалия, сингълът включва и водещата песена от Savage Amusement - Don't Stop At the Top на „Б“ страна на 7-инчова грамофонна плоча, докато във Франция „Харвест Рекърдс“ пуска същия списък с песни в две отделни издания на същия формат. Обложката на изданието в Кадана се различава от тази на всички останали, като включва само част от оригиналата такава, но повтаря избора на песни - съкратената версия на Believe in Love и отново Love On the Run на малка плоча.

## Списък с песните

### Компактдиск за Европа
1. Believe in Love (LP Version) (Клаус Майне и Рудолф Шенкер) - 5:20
2. Rhythm of Love (Single Version) (Клаус Майне и Рудолф Шенкер) - 3:47
3. Love On the Run (Херман Раребел, Клаус Майне и Рудолф Шенкер) - 3:35

### 7-инч. грамоф. плоча за САЩ
Страна А
1. Believe in Love – 3:49

Страна Б
1. Don't Stop At the Top ((Херман Раребел, Клаус Майне и Рудолф Шенкер) – 4:03

## Позиция в класациите
| Година | Класация                     | Позиция |
| ------ | ---------------------------- | ------- |
| 1988   | САЩ („Мейнстрийм Рок Тракс“) | 12      |
| 1988   | Франция                      | 89      |

## Музиканти
- Клаус Майне – вокали
- Рудолф Шенкер – китари
- Матиас Ябс – китари
- Франсис Буххолц – електическа бас китара
- Херман Раребел – барабани